# La Confrérie des larmes
Pour plus de détails, voir Fiche technique et Distribution.
La Confrérie des larmes est un film à suspense français réalisé par Jean-Baptiste Andrea et sorti en 2013.

## Synopsis
Ancien flic sans le sou et vivotant depuis qu'il a perdu sa femme dans un accident de voiture, Gabriel se fait engager par une mystérieuse organisation par l'intermédiaire d'un de ses anciens indics. Installé dans un bureau presque aussi vide que l'immeuble l'hébergeant, il se voit confier le transport international de mallettes avec une seule recommandation, ne jamais les ouvrir. Grassement payé, sans jamais voir ses interlocuteurs, il peut améliorer son quotidien et celui de sa fille, jeune étudiante trompettiste, mais son travail effrite leur relation. Rien ne va plus le jour où une des valises est volée avec mort d'homme. Gabriel tente de cesser ce travail, mais il est forcé de mener l'enquête et cherche à retrouver ses commanditaires avec l'aide de Claire, archiviste à la Police.

## Fiche technique
- Titre : La Confrérie des larmes
- Réalisation : Jean-Baptiste Andrea
- Scénario : Jean-Baptiste Andrea et Gael Malry
- Photographie : Jean-Pierre Sauvaire
- Son : Marc Thill, Nicolas Tran Trong et Michel Schillings
- Montage : Antoine Vareille
- Musique : Laurent Perez del Mar
- Producteur : Gaël Nouaille, Laurent Baudens et Didar Domehri
  - Producteur exécutif : Rémi Bergman
- Production : Full House
  - Coproduction : Saga city et Red Lion
  - Association : Cofinova 9
- Distribution : Films Distribution et Rezo Films
- Pays :  France
- Durée : 100 minutes
- Genre : thriller
- Dates de sortie :
  -  France : 9 octobre 2013

## Distribution

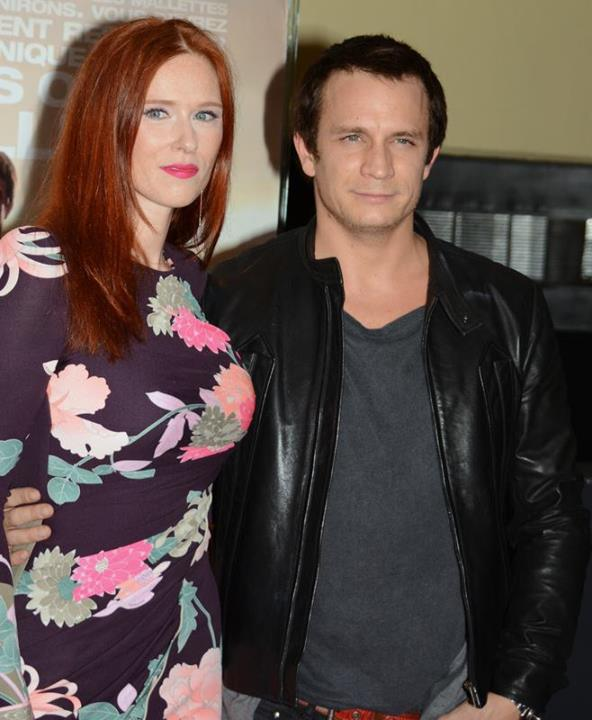
Jérémie Renier et Audrey Fleurot, à une avant-première du film.

- Jérémie Renier : Gabriel Chevalier
- Audrey Fleurot : Claire Foczensky
- Mélusine Mayance : Juliette Chevalier
- Bouli Lanners : Le Hibou
- Antoine Basler : Matthias le Gitan
- Bruno Ricci : Stéphane
- Fabrice Michel : Olivier Brochard
- Denis Jousselin : Frédéric
- Luc Feit : Lydman
- Marco Lorenzini : Reno
- Affif Ben Badra : Omar
- Francesca Faiella : hôtesse de jet privé
- Astrid Whettnall : La femme
- Thomas Coumans : Le maître-nageur
- Jean-François Wolff : l'obèse
- Vicky Krieps : la femme rousse

## Autour du film
Le film a été tourné en France, Luxembourg, Belgique et Turquie.